# Hugh G. Jones
Pour les articles homonymes, voir Jones.
Hugh Griffith Jones né le 3 décembre 1872 à Randolph (Wisconsin) et mort le 16 février 1947 à Montréal est un architecte et un peintre.

## Biographie
Il complète ses études universitaires à l'Université du Minnesota. Il s'installe au Canada en 1908. Il s'implique dans la réalisation et la construction de la gare Windsor, de  la gare Viger et de la gare Union de Toronto.  il réalise des plans d'urbanisme de terrains à Montréal pour la compagnie de chemins de fer Canadien Pacifique. Il est membre de l'Académie royale des arts du Canada. Il participe à de nombreuses expositions à Montréal jusqu'à son décès,.

## Musées et collections publiques
- Centre canadien d'architecture
- Musée des beaux-arts de Montréal
- Musée des beaux-arts du Canada[5]
- Musée national des beaux-arts du Québec[6]